# PGA Tour 2016
Navigation
Édition précédente Édition suivante
Le circuit de la PGA 2016 est le circuit nord-américain de golf qui se déroule sur l'année 2016. L’événement est organisé par la Professional Golfers' Association of America (PGA) dont la plupart des tournois se tiennent aux États-Unis. Le PGA est étalé sur 2 années entre les mois d'octobre 2015 et septembre 2016.

## Tournois
| Dates                      | Tournoi                              | Lieu                 | Vainqueur                    | Points |
| -------------------------- | ------------------------------------ | -------------------- | ---------------------------- | ------ |
| 15 au 18 octobre           | Frys.com Open                        | Californie           | Emiliano Grillo              | 46     |
| 22 au 25 octobre           | Shriners Hospitals for Children Open | Nevada               | Smylie Kaufman               | 44     |
| 29 octobre au 1er novembre | CIMB Classic                         | Malaisie             | Justin Thomas                | 46     |
| 5 au 8 novembre            | Sanderson Farms Championship         | Mississippi          | Peter Malnati                | 24     |
| 5 au 8 novembre            | WGC-HSBC Champions                   | Chine                | Russell Knox                 | 66     |
| 12 au 15 novembre          | OHL Classic at Riviera Maya          | Mexique              | Graeme McDowell              | 24     |
| 19 au 22 novembre          | McGladrey Classic                    | Géorgie              | Kevin Chappell               | 32     |
| 3 au 6 décembre            | Hero World Challenge                 | Bahamas              | Bubba Watson                 | 46     |
| 10 au 12 décembre          | Franklin Templeton Shootout          | Floride              | Jason Dufner Brandt Snedeker |        |
| 7 au 10 janvier            | Hyundai Tournament of Champions      | Hawaï                | Jordan Spieth                | 52     |
| 14 au 17 janvier           | Sony Open in Hawaii                  | Hawaii               | Fabian Gomez                 | 46     |
| 21 au 24 janvier           | CareerBuilder Challenge              | Californie           | Jason Dufner                 | 40     |
| 28 au 31 janvier           | Farmers Insurance Open               | Californie           | Brandt Snedeker              | 54     |
| 4 au 7 février             | Waste Management Phoenix Open        | Arizona              | Hideki Matsuyama             | 54     |
| 11 au 14 février           | AT&T Pro-Am                          | Californie           | Vaughn Taylor                | 54     |
| 18 au 21 février           | Northern Trust Open                  | Californie           | Bubba Watson                 | 60     |
| 25 au 28 février           | The Honda Classic                    | Floride              | Adam Scott                   | 58     |
| 3 au 6 mars                | WGC-Cadillac Championship            | Floride              | Adam Scott                   | 76     |
| 10 au 13 mars              | Valspar Championship                 | Floride              | Charl Schwartzel             | 52     |
| 17 au 20 mars              | Arnold Palmer Invitational           | Floride              | Jason Day                    | 58     |
| 23 au 27 mars              | Championnat du monde de match-play   | Texas                | Jason Day                    | 76     |
| 24 au 27 mars              | Open de Porto Rico                   | Porto Rico           | Tony Finau                   | 24     |
| 31 mars au 3 avril         | Shell Houston Open                   | Texas                | Jim Herman                   | 54     |
| 7 au 10 avril              | Masters de golf                      | Géorgie              | Danny Willett                | 100    |
| 14 au 17 avril             | RBC Heritage                         | Caroline du Sud      | Branden Grace                | 52     |
| 21 au 24 avril             | Valero Texas Open                    | Texas                | Charley Hoffman              | 40     |
| 28 avril au 1er mai        | Zurich Classic of New Orleans        | Louisiane            | Brian Stuard                 | 44     |
| 5 au 8 mai                 | Wells Fargo Championship             | Caroline du Nord     | James Hahn                   | 58     |
| 12 au 15 mai               | The Players Championship             | Floride              | Jason Day                    | 80     |
| 19 au 22 mai               | AT&T Byron Nelson Championship       | Texas                | Sergio Garcia                | 48     |
| 26 au 29 mai               | Dean & Deluca Invitational           | Texas                | Jordan Spieth                | 52     |
| 2 au 5 juin                | Memorial Tournament                  | Ohio                 | William McGirt               | 66     |
| 9 au 12 juin               | FedEx St. Jude Classic               | Tennessee            | Daniel Berger                | 28     |
| 16 au 19 juin              | US Open de golf                      | Pennsylvanie         | Dustin Johnson               | 100    |
| 23 au 26 juin              | Quicken Loans National               | Maryland             | Billy Hurley III             | 40     |
| 30 juin au 3 juillet       | Barracuda Championship               | Nevada               | Greg Chalmers                | 24     |
| 30 juin au 3 juillet       | WGC-Bridgestone Invitational         | Ohio                 | Dustin Johnson               | 68     |
| 7 au 10 juillet            | Greenbrier Classic                   | Virginie-Occidentale | Annulé                       |        |
| 14 au 17 juillet           | Barbasol Championship                | Alabama              | Aaron Baddeley               | 24     |
| 14 au 17 juillet           | The Open Championship                | Écosse               | Henrik Stenson               | 100    |
| 21 au 24 juillet           | Canadian Open                        | Québec               | Jhonattan Vegas              | 46     |
| 28 au 31 juillet           | Championnat de la PGA                | Wisconsin            | Jimmy Walker                 | 100    |
| 4 au 7 août                | Travelers Championship               | Connecticut          | Russel Knox                  | 50     |
| 11 au 14 août              | Jeux Olympiques                      | Brésil               | Justin Rose                  | 46     |
| 11 au 14 juillet           | John Deere Classic                   | Illinois             | Ryan Moore                   | 24     |
| 18 au 21 août              | Wyndham Championship                 | Caroline du Nord     | Siwoo Kim                    | 46     |
| 25 au 28 août              | The Barclays                         | New York             | Patrick Reed                 | 74     |
| 2 au 5 septembre           | Deutsche Bank Championship           | Massachusetts        | Rory McIlroy                 | 74     |
| 8 au 11 septembre          | Championnat BMW                      | Indiana              | Dustin Johnson               | 70     |
| 22 au 25 septembre         | The Tour Championship                | Géorgie              | Rory McIlroy                 | 58     |
| 30 septembre au 2 octobre  | Ryder Cup                            | Michigan             | États-Unis                   |        |